# 474
Évszázadok: 4. század – 5. század – 6. század
Évtizedek: 420-as évek – 430-as évek – 440-es évek – 450-es évek – 460-as évek – 470-es évek – 480-as évek – 490-es évek – 500-as évek – 510-es évek – 520-as évek
Évek: 469 – 470 – 471 – 472 –  473 – 474 – 475 – 476 – 477 – 478 – 479

## Események

### Nyugat- és Keletrómai Birodalom
- A 6 éves II. Leo keletrómai társcsászárt választják egyedüli consulnak.
- Január 18-án I. Leo császár vérhasban meghal. Utóda unokája, II. Leo, aki mellé apját, Zenót társcsászárrá koronázzák.
- Gundobad, a nyugatrómai kormányzat vezéralakja elhagyja Itáliát és a Burgund Királyságba siet, hogy átvegye apja, az előző évben meghalt Gunderic király örökségét.
- Iulius Nepos dalmáciai főparancsnok, akit még I. Leo nevezett ki nyugatrómai császárnak az előző évben, seregével partra száll Itáliában. A Gundobad által trónra emelt Glycerius császár kapitulál és lemond rangjáról. Cserébe megkapja Salona (ma Split) püspökségét.
- Ősz végén meghal II. Leo gyermekcsászár, apja egyedül marad a trónon.
- Zeno császár békét köt Geiseric vandál királlyal és megegyeznek a foglyok kiváltásáról.
- Meghal Theudemir osztrogót király. Utóda fia, Theodoric.

## Születések
- Tralleiszi Anthemiosz, bizánci építész, a Hagia Szophia egyik tervezője

## Halálozások
- január 18. – I. Leo, keletrómai császár
- november 17. – II. Leo, keletrómai császár
- Theudemir, osztrogót király

## Fordítás
- Ez a szócikk részben vagy egészben  a(z)   474 című angol Wikipédia-szócikk ezen változatának fordításán alapul.  Az eredeti cikk szerkesztőit annak laptörténete sorolja fel. Ez a jelzés csupán a megfogalmazás eredetét és a szerzői jogokat jelzi, nem szolgál a cikkben szereplő információk forrásmegjelöléseként.